# Steven Moffat
Steven Moffat (Paisley, Escòcia, 18 de novembre de 1961) és un guionista escocès.

## Carrera
El seu primer treball a la televisió va ser la sèrie dramàtica per a adolescents Press Gang. Per a la seva primera comèdia de situació, Joking Apart, es va inspirar en la ruptura del seu primer matrimoni; per contra, per a la comèdia Coupling es va basar en la seva relació amb la productora televisiva Sue Vertue. Entre els dos programes va escriure els llibrets de Chalk, una comèdia ambientada en una escola i inspirada en les seves pròpies experiències com a professor de llengua anglesa.
Moffat, un fanàtic de Doctor Who, ha escrit diversos episodis per a la sèrie moderna i va ser el successor de Russell T. Davies com a guionista principal i productor executiu quan va començar la producció de la cinquena temporada, el 2009. El 2008 va escriure el guió de la primera pel·lícula de Les aventures de Tintín: El secret de l'Unicorn per al director Steven Spielberg.
Molts dels programes en els quals va treballar han guanyat premis, incloent-hi BAFTAs i premis Hugo per alguns dels seus episodis de Doctor Who i Sherlock.

## Crèdits de guió
| Producció                                       | Notes | Cadena            |
| ----------------------------------------------- | --- | ----------------- |
| Press Gang                                      | - 43 capítols (1989–1993) | ITV               |
| Stay Lucky                                      | - "The Devil Wept in Leeds" (1990) | ITV               |
| Joking Apart                                    | - 13 capítols (1991–1995) | BBC2              |
| Murder Most Horrid                              | - "Overkill" (1994) - "Dying Live" (1996) - "Elvis, Jesus and Zack" (1999) | BBC2              |
| Chalk                                           | - 12 capítols (1997) | BBC1              |
| Doctor Who and the Curse of Fatal Death         | - Comic Relief special (1999) | BBC One           |
| Coupling                                        | - 28 capítols (2000–2004) | BBC Two BBC Three |
| Doctor Who                                      | - "The Empty Child" / "The Doctor Dances" (2005) - "The Girl in the Fireplace" (2006) - "Blink" (2007) - "Time Crash" (Children in Need mini-capítol, 2007) - "Silence in the Library" / "Forest of the Dead" (2008) - The End of Time (2010) (final scene, uncredited) - "The Eleventh Hour" (2010) - "The Beast Below" (2010) - "The Time of Angels" / "Flesh and Stone" (2010) - "The Pandorica Opens" / "The Big Bang" (2010) - "A Christmas Carol" (2010) - "Space" / "Time" (Comic Relief mini-episodes, 2011) - "The Impossible Astronaut" / "Day of the Moon" (2011) - "A Good Man Goes to War" (2011) - "Let's Kill Hitler" (2011) - "The Wedding of River Song" (2011) - "The Doctor, the Widow and the Wardrobe" (2011) - "Asylum of the Daleks" (2012) - "The Angels Take Manhattan" (2012) - "The Snowmen" (2012) - "The Bells of Saint John" (2013) - "The Name of the Doctor" (2013) - The Day of the Doctor (2013) - Untitled Christmas special (2013) | BBC One           |
| Jekyll                                          | - 6 capítols (2007) | BBC One           |
| Sherlock                                        | - "A Study in Pink" (pilot, 2009) - "A Study in Pink" (2010) - "A Scandal in Belgravia" (2012) - "His Last Vow" (2013/2014) | BBC One           |
| Les aventures de Tintín: El secret de l'Unicorn | - Feature film (escrit amb Edgar Wright i Joe Cornish, 2011) | N/A               |

## Premis i nominacions

### Nominacions
- 2011: Primetime Emmy al millor guió per a minisèrie, pel·lícula o especial dramàtic per Sherlock
- 2012: Primetime Emmy al millor guió per a minisèrie, pel·lícula o especial dramàtic per Sherlock